# George Edward Dobson
George Edward Dobson (ur. 4 września 1848 w Edgeworthstown, zm. 26 listopada 1895 w West Malling) – irlandzki zoolog, fotograf i chirurg wojskowy.
W nazwach naukowych zwierząt stosuje się skrót Dobson dla oznaczenia George′a Dobsona jako autora pierwszego opisu danego taksonu, np. Sorex unguiculatus (Dobson, 1890).

## Biografia
George Dobson urodził się w Edgeworthstown w hrabstwie Longford 4 września 1848 roku. Ukończył Kolegium Trójcy Świętej w Dublinie. Został lekarzem wojskowym w 1868 roku i stacjonował w Indiach. W 1872 roku przebywał na Andamanach, gdzie zbierał okazy dla muzeum oraz badał w sensie etnologicznym Andamanów. W 1876 opublikował Monograph of the Asiatic Chiroptera i powrócił do Anglii. Około 1878 roku został kuratorem muzeum w Netley i wydał Catalogue of the Chiroptera in the Collection of the British Museum. W latach 1882–1890 pracował nad przygotowaniem Monograph of the Insectivora, Systematic and Anatomical, której nigdy nie udało mu się wydać drukiem. W 1874 roku został członkiem Towarzystwa Linneuszowskiego w Londynie, a w 1883 roku członkiem Towarzystwa Królewskiego w Londynie (Royal Society). W 1888 roku opuścił armię ze względu na zły stan zdrowia. Dobson zmarł w West Malling 26 listopada 1895 roku.